# 顧用霖
顧用霖（1652年—1715年），原名嗣悅，字雨若，號巖卜，江南蘇州府長洲縣唯亭沙湖人，清朝政治人物。

## 生平
顧用霖來自唯亭顧氏家族，為顧予咸第四子，母金氏（1633-1697），為顧嗣立同母兄。顧用霖為蘇州府庠生，康熙十六年（1677年）丁巳科順天鄉試舉人，二十一年（1682年）壬戌科二甲第九名進士。二十八年（1689年）任四川西充縣知縣，三十五年（1696年）任禮部儀制司主事，三十六年（1697年）丁母憂，服闋，四十一年（1702年）任順天鄉試同考官，四十二年（1703年）升禮部祠祭司員外郎，授承德郎，四十三年（1703年）升兵部車駕司郎中，五十年（1711年）任湖廣岳州府知府，五十二年（1713年）調寶慶府知府，誥授通奉大夫，同年夫人宋氏逝世，致仕歸里，五十四年（1715年）夏卒於家。

## 家族
夫人為文華殿大學士宋德宜第四女（1651-1713）；側室趙氏、欽氏。有一子顧爾昌（嫡母舅宋駿業女婿）。還有二女：長女嫁廣西平樂府同知陸埰；次女嫁江寧監生鄧堪；恩撫女嫁監生樂世璁。